# Teplice nad Bečvou
Teplice nad Bečvou (Duits: Teplitz-Bad) is een Tsjechische gemeente in de regio Olomouc, en maakt deel uit van het district Přerov.
Teplice nad Bečvou telt 354 inwoners.

## Kuuroord
Teplice nad Bečvou is een kleiner kuuroord in Tsjechië. Gespecialiseerd op het gebied van hart en bloedvaten.
Al in 1553 (sommige bronnen gaan zelfs terug naar de 13e eeuw) werd in Teplice nad Bečvou een eerste bad gebouwd om te baden in het minerale water uit de bron. In 1711 werd het eerste kuurgebouw aan de oever van de rivier Bečva gebouwd, op de plaats van het huidige sanatoriumgebouw Bečva.
Naast hart en bloedvaten is tegenwoordig ook wellness in het programma opgenomen.

## Grotten
Niet ver van het sanatoriumgebouw Bečva bevindt zich de ingang van "Zbrašovské aragonitové jeskyně" ofwel de aragoniet grotten van Zbrašov. Dit zijn de warmste grotten van Tsjechië met een temp. van 14 °C. De grotten zijn ontdekt in 1912 en opengesteld voor publiek vanaf 1926. De totale lengte is 1240m waarvan 375m toegankelijk is. De lagere delen zijn gevuld met CO2.
Bijzonder zijn stalagmieten met geijser en de vormen uit het mineraal aragoniet.
Bělotín · Beňov · Bezuchov · Bohuslávky · Bochoř · Brodek u Přerova · Buk · Býškovice · Císařov · Citov · Čechy · Čelechovice · Černotín · Dobrčice · Dolní Nětčice · Dolní Těšice · Dolní Újezd · Domaželice · Dřevohostice · Grymov · Hlinsko · Horní Moštěnice · Horní Nětčice · Horní Těšice · Horní Újezd · Hrabůvka · Hradčany · Hranice · Hustopeče nad Bečvou · Jezernice · Jindřichov · Kladníky · Klokočí · Kojetín · Kokory · Křenovice · Křtomil · Lazníčky · Lazníky · Lhota · Lhotka · Lipník nad Bečvou · Lipová · Líšná · Lobodice · Luboměř pod Strážnou · Malhotice · Měrovice nad Hanou · Milenov · Milotice nad Bečvou · Nahošovice · Nelešovice · Oldřichov · Olšovec · Opatovice · Oplocany · Oprostovice · Osek nad Bečvou · Paršovice · Partutovice · Pavlovice u Přerova · Podolí · Polkovice · Polom · Potštát · Prosenice · Provodovice · Přerov · Přestavlky · Radíkov · Radkova Lhota · Radkovy · Radotín · Radslavice · Radvanice · Rakov · Rokytnice · Rouské · Říkovice · Skalička · Soběchleby · Sobíšky · Stará Ves · Stříbrnice · Střítež nad Ludinou · Sušice · Šišma · Špičky · Teplice nad Bečvou · Tovačov · Troubky · Tučín · Turovice · Týn nad Bečvou · Uhřičice · Ústí · Veselíčko · Věžky · Vlkoš · Všechovice · Výkleky · Zábeštní Lhota · Zámrsky · Žákovice · Želatovice